# Wereldbank

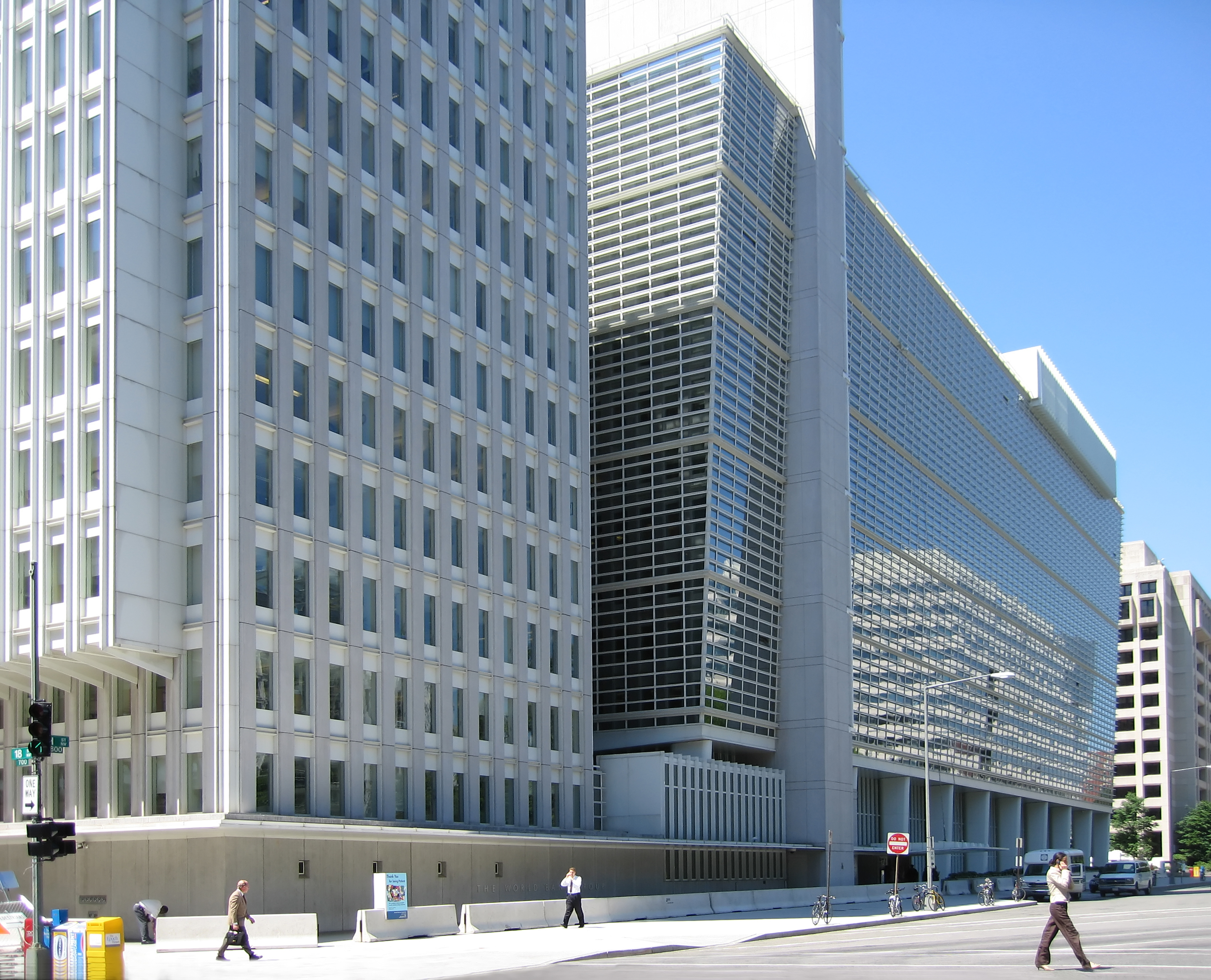
Het gebouw van de Wereldbank in Washington

De Wereldbank is 's werelds grootste instituut voor ontwikkelingssamenwerking. Zij verstrekt leningen aan ontwikkelingslanden en middeninkomenslanden, met als voornaamste doel het bestrijden van armoede. De internationale bank is technisch gezien een gespecialiseerde organisatie van de Verenigde Naties.
De Wereldbank bestaat uit twee onderdelen: de Internationale Bank voor Herstel en Ontwikkeling, en de Internationale Ontwikkelingsassociatie. Deze twee met nog drie andere onderdelen (zie verder) vormen samen de Wereldbank Groep.
De leningen worden gebruikt voor verschillende zaken, van structurele hervormingen van de gezondheids- en onderwijssector van een land, tot milieu- en infrastructuurprojecten zoals dammen, wegen en nationale parken. Daarbij stelt zij stringente eisen aan haar cliënten, waaronder anticorruptiemaatregelen en verregaande privatisering van overheidsdiensten.

## Werkzaamheden

### Geld lenen
De belangrijkste taak van de Wereldbank is het verstrekken van leningen aan ontwikkelingslanden en middeninkomenslanden. Het doel van deze leningen is het verminderen van armoede.
De leningen zijn bedoeld voor investeringen of aanpassingen. Leningen voor investeringen gaan naar concrete projecten (zoals het aanleggen van wegen en waterleidingen) of sectoren (zoals onderwijs en gezondheidszorg). Leningen voor aanpassingen zijn bedoeld voor beleidswijzigingen en institutionele hervormingen in een land.
De leningen komen tot stand na overleg met regeringen en maatschappelijke organisaties. De armoedebestrijdingsplannen van een land vormen daarbij de leidraad.

### Kennis en advies
Daarnaast is de Wereldbank een belangrijk kennis- en adviescentrum op het gebied van ontwikkelingsvraagstukken. Het doet veel onderzoek naar ontwikkelingsproblematiek, armoede, handel, globalisering en milieu.

#### World Development Report
Elk jaar publiceert de Wereldbank het World Development Report, waarin de actuele toestand van de wereldeconomie centraal staat. Rapporten en beleidsvisies van de Wereldbank hebben vaak grote invloed op het beleid van donorlanden. Zo stond de Wereldbank aan de wieg van ideeën over structurele aanpassing en goed bestuur, die leidraad werden in het beleid van Westerse donoren.

#### World Development Indicators
Het jaarlijks rapport World Development Indicators (WDI) is de belangrijkste dataset van ontwikkelingsindicatoren van de Wereldbank. Het rapport steunt op officieel erkende internationale bronnen, en omvat de meest actuele en accurate wereldwijde ontwikkelingsstatistieken, inclusief nationale, regionale en wereldwijde prognoses. Het gaat in totaal om meer dan 800 indicatoren voor meer dan 150 economieën. Deze publicatie verschijnt elk voorjaar.

#### Open Data Set
De statistische database van de Wereldbank is online toegankelijk. De gegevens worden geregeld bijgewerkt, en kunnen vrij geconsulteerd en gebruikt worden, mits voldaan wordt aan minimale voorwaarden. Gebruikers kunnen de statistieken opvragen per indicator, per land en per onderwerp.
De Wereldbank maakt gebruik van de Atlasmethode. Deze methode is door de bank ontwikkeld om het bruto nationaal inkomen (bni) van de diverse landen uit te drukken in Amerikaanse dollars teneinde de internationale vergelijkbaarheid te verbeteren. Hierbij wordt gebruik gemaakt van een voor inflatie gecorrigeerde wisselkoers die over een periode van drie jaar wordt berekend. Dit laatste wordt gedaan om grote schommelingen in de wisselkoers van jaar op jaar te reduceren. Het bni wordt daarmee stabieler en voorkomt grote wijzigingen in de ranglijst van de landen jaar op jaar.

### Fondsbeheer
De Wereldbank beheert fondsen met geld van rijke landen, ontwikkelingsorganisaties en bedrijven. Deze fondsen zijn bijvoorbeeld bedoeld voor het verlenen van noodhulp of het verlichten van schulden. Zo beheert de Wereldbank onder meer het Heavily Indebted Poor Countries (HIPC), een fonds voor schuldenverlichting aan arme landen met een zware schuldenlast.

## Organisatie
De Wereldbank bestaat uit twee onderdelen: de Internationale Bank voor Herstel en Ontwikkeling (Engels: International Bank of Reconstruction and Development), en de Internationale Ontwikkelingsassociatie (Engels: International Development Association). Samen maken zij deel uit van de Wereldbank Groep (World Bank Group), die uit nog drie onderdelen bestaat.

### Internationale Bank voor Herstel en Ontwikkeling (IBRD)
De IBRD is opgericht in 1944 en verstrekt leningen aan middeninkomenslanden. Dit zijn landen met een bni per hoofd van de bevolking tussen US$ 1086 en US$ 13.205 (2022). In deze landen woont 75% van de wereldbevolking en 62% van alle arme mensen. De voorwaarden voor een IBRD-lening zijn iets gunstiger dan die van een commerciële lening, met langere looptijden en iets lagere rentes.

### Internationale Ontwikkelingsassociatie (IDA)
De IDA is opgericht in 1960 en leent geld aan de allerarmste landen. Ieder jaar wordt de inkomensgrens bijgesteld, maar voor 2026 komen alle landen met een bni per hoofd van maximaal US$ 1325 in aanmerking. De voorwaarden voor een IDA-lening zijn minder streng dan bij de IBRD. De rente ontbreekt of is laag en de looptijd is zeer lang, tot 30 à 40 jaar. Landen hoeven pas na 10 jaar aan te vangen met de terugbetaling. Ongeveer de helft van de landen hoeven helemaal niet terug te betalen. Sinds de start van IDA in 1960 heeft het US$ 563 miljard aan middelen ter beschikking gesteld aan 116 landen. In de laatste drie jaren, van fiscaal 2022 tot en met fiscaal 2024 werd gemiddelde US$ 35 miljard per jaar beschikbaar gesteld.
De toekomst van beide banken is ongewis. Een groeiend aantal middeninkomenslanden kiest voor een lening op de kapitaalmarkt, in plaats van een lening van de IBRD, omdat daar geen voorwaarden aan zijn verbonden. De winst van de IBRD financiert echter deels de IDA. Deze ontwikkeling maakt de Wereldbank afhankelijker van giften van westerse landen.

### Overige onderdelen van de Wereldbank Groep
- International Finance Corporation (IFC): Het IFC investeert in de private sector in ontwikkelingslanden.
- Multilateral Investment Guarantee Agency (MIGA): Het MIGA geeft garanties af aan investeerders, voor niet-commerciële risico’s als onteigening en burgeroorlog. Daarmee bevordert het directe buitenlandse investeringen in ontwikkelingslanden.
- International Centre for Settlement of Investement Disputes (ICSID): Het ICSID bevordert het oplossen van geschillen tussen ontwikkelingslanden en buitenlandse investeerders. Deze geschillenbeslechting moet het vertrouwen van investeerders in risicovolle ontwikkelingslanden vergroten.[1]
- Stolen Asset Recovery Initiative (StAR): dit ondersteunt sedert 2007, in samenwerking met het United Nations Office on Drugs and Crime (UNODC), internationale inspanningen om het witwassen van corrupte fondsen te bestrijden, en (ontwikkelings-)landen juridisch en technisch te assisteren bij het opsporen ervan.[3]

### Bestuur
De Wereldbank is eigendom van haar aandeelhouders en dat zijn landen. De IBRD telt 186 leden, de IDA 169. De VS is de grootste aandeelhouder. De aandeelhouders benoemen een Board of Governors, het hoogste orgaan in de Wereldbank. De gouverneurs zijn meestal de minister van Financiën of Ontwikkelingssamenwerking van een land. Een keer per jaar vergadert de Board of Governors.
De dagelijkse leiding is in handen van vier Boards of Executive Directors. De Boards tellen samen 24 executive directors. De vijf grootste aandeelhouders van de Wereldbank hebben een eigen directeur maar ook China, Rusland en Saoedi-Arabië. Andere landen worden groepsgewijs vertegenwoordigd door een van de overige 16 directeuren.
Het presidentschap van de Wereldbank gaat traditiegetrouw naar de Verenigde Staten. De zittingstermijn is vijf jaar. Van 2012 tot 2018 was Jim Yong Kim president. Hoewel er kritiek was op zijn hervormingsbeleid, werd hij unaniem benoemd voor een tweede termijn vanaf 1 juli 2017. In januari 2019 kondigde hij zijn vroegtijdig vertrek aan, hij trad af per 1 februari 2019. Zijn functie werd waargenomen door Kristalina Georgieva, een Bulgaarse econoom die ook Europees commissaris was en sinds 2017 een leidinggevende functie heeft bij de Wereldbank. Op 9 april 2019 trad David Malpass als president aan. Malpass liet zich eerder kritisch tegenover de instelling uit omdat het te veel leent aan de Volksrepubliek China. In 2023 werd hij door Ajay Banga opgevolgd als president van de Wereldbank.

### Belgische bewindvoerders
België is een van de stichtende leden van de IBRD, en tevens lid van IDA (1964), IFC (1956), MIGA (1992) en ICSID (1970). In de raad van bestuur van IBRD en IDA maakt België deel uit van een kiesgroep met negen andere landen: Oostenrijk, Wit-Rusland, Tsjechië, Hongarije, Kosovo, Luxemburg, Slowakije, Slovenië en Turkije. De IBRD-kiesgroep is per 1 juli 2025 met 4,67% van de stemrechten de vierde grootste, na de Verenigde Staten, Japan en de Volksrepubliek China. Met 1,63% van de aandelen in de IBRD heeft België recht op 1,57% van de stemmen. De IDA-kiesgroep heeft 4,90% van de stemrechten, wat overeenstemt met de zevende plaats.

### Nederlandse bewindvoerders
Net als bij het Internationaal Monetair Fonds (IMF) heeft Nederland bij de Wereldbank een bewindvoerder. Deze is ook vertegenwoordiger in het bestuur voor de kiesgroep bestaande uit Armenië, Bosnië en Herzegovina, Bulgarije, Cyprus, Georgië, Israël, Kroatië, Moldavië, Montenegro, Noord-Macedonië, Oekraïne en Roemenië. De huidige Nederlandse bewindvoerder is Eugene Rhuggenaath. De IBRD-kiesgroep is met 4,14% van de stemrechten de zesde grootste per 1 juli 2025 waarbinnen het aandeel van Nederland 1,93% is. De IDA-kiesgroep heeft 5,13% van de stemrechten, wat overeenstemt met de zesde plaats.

### Stemverhouding
In de Wereldbank en IMF hebben alle aangesloten landen zeggenschap naar rato van het door hen ingebrachte geld (one dollar, one vote). Per 30 juni 2025 zijn voor de IBRD de stemrechten 15,79% voor de Verenigde Staten, 1,92% voor Nederland en 1,54% voor België. In de IDA heeft de VS met 9,77% het zwaarste stemgewicht. Een Nederlandse stem telt voor 2,10% en de Belgische voor 1,17%.

## Geschiedenis
De Wereldbank is in 1944 opgericht tijdens de Conferentie van Bretton Woods. Tegelijkertijd werd het Internationaal Monetair Fonds (IMF) opgericht. De Wereldbank had tot taak de wederopbouw ('herstel') van Europa te bevorderen en de ontwikkeling te stimuleren, het IMF moest zorgen voor monetaire stabiliteit. 
President Truman benoemde Eugene Meyer als eerste president, maar hij trad na zes maanden al weer af. Hij werd opgevolgd door John McCloy, een advocaat. Hij was van mening dat de Wereldbank een tijdelijk fenomeen was en dat de gewone banken al snel de taken zouden overnemen. Hij was minder bevlogen en legde de basis van een traditionele bank. De eerste lening van de Wereldbank was voor Frankrijk, dat in 1946 US$ 250 miljoen leende. Nederland leende in augustus 1947 een bedrag van US$ 195 miljoen. Deze lening had een looptijd van 25 jaar en in de eerste vijf jaar was aflossingsvrij. Er waren twee speciale voorwaarden, het geld mocht niet in Indië worden aangewend of voor militaire uitgaven worden gebruikt.
Kort daarna kreeg Wereldbank concurrentie van het Marshallplan, een groot initiatief dat Europa economisch op de been moest helpen. De Wereldbank ging zich daarna minder richten op 'herstel' en meer op 'ontwikkeling'. In 1949 werd Eugene Black president en hij verlegde de koers van de bank naar de ontwikkelingslanden. De projecten die de bank financierde waren wel traditioneel, gericht op infrastructuur, zoals havens en wegen, en dammen. De gedachte was dat dit economische productiviteit zou bevorderen, waarna de lening kan worden terugbetaald. Black legde ook een basis om de financiële informatie over die landen te verzamelen teneinde de kennis te vergroten. Een lening van de Wereldbank was een stimulans voor andere banken om de projecten mee te financieren. In 1955 gaf de bank een lening voor de bouw van de Aswandam, maar de bank werd gedwongen de toezegging in te trekken.
De bank opereerde net als een gewone bank, de leningen moesten worden terugbetaald en de rente was marktconform. Zeer arme landen als India en Pakistan kregen geen leningen omdat de risico's te hoog waren. Vanaf eind jaren vijftig speelt de Wereldbank een rol in de Koude Oorlog, die ook in de Derde Wereld wordt gevoerd. Met financiële steun wordt gepoogd ontwikkelingslanden voor de kapitalistische zaak te winnen. Er kwam druk op de bank om de voorwaarden te verzachten en daarmee meer en dus armere landen de kans te geven om geld te lenen. Dit leidde in 1960 tot de oprichting van IDA, die zich ging richten op de tachtig meest arme landen met een inkomen per hoofd van minder dan US$ 375 per jaar.
Na het aantreden van president Robert McNamara in 1968 verandert de Wereldbank van koers. De Bank legt meer nadruk op maatschappelijke hervormingen en directe armoedebestrijding, zoals aandacht voor kleine boeren, gezondheidszorg, drinkwater en onderwijs. De projecten blijken meestal niet succesvol.
Eind jaren zeventig breekt de Latijns-Amerikaanse schuldencrisis uit en veel arme landen kunnen hun schuldenlast niet meer opbrengen. De Wereldbank introduceert daarop structurele aanpassingsprogramma’s (SAP's). Zij eist onder meer dat ontwikkelingslanden hun munt devalueren, hun markten openstellen en zich richten op export. Voorts moeten overheden bezuinigen op uitgaven voor sociale voorzieningen zoals onderwijs en gezondheidszorg. 
De structurele aanpassingsprogramma’s domineerden de agenda van de Wereldbank en het IMF twee decennia lang. 
In de jaren negentig kwam veel verzet tegen de strenge voorwaarden die de Wereldbank oplegde, volgens critici leidde de SAP's tot zware bezuinigingen die de arme bevolking hard trof.
Op de SAP's kwam dus veel kritiek, ook van binnen de bank. In de jaren negentig verlegt de Wereldbank daarom opnieuw de koers, onder leiding van de in 1995 aangetreden president James Wolfensohn. De Wereldbank bepleit nu een meer holistische aanpak van het armoedeprobleem. De neoliberale inzichten worden gekoppeld aan aandacht voor sociale vangnetten, armoedebestrijding, gezondheidszorg, onderwijs, milieu en vrouwenrechten. Niet-gouvernementele organisaties krijgen meer inspraak in de projecten van de Bank. Sinds 2000 vormen de millenniumdoelstellingen een belangrijke leidraad voor haar activiteiten. In de jaren van 2008 tot 2015 werd US$ 8,5 miljard geïnvesteerd in maatregelen die de gevolgen van klimaatverandering opvangen, en de uitbouw van ecologische projecten in groeilanden.
Naar aanleiding van de One Planet Summit in Parijs liet de Wereldbank eind 2017 weten vanaf 2019 geen investeringen meer in fossiele brandstoffen te zullen ondersteunen, tenzij voor de armste landen, maar ook dan binnen het Akkoord van Parijs. Onder president David Malpass kwam daar niets van terecht en daarom vroegen in september 2022 zo'n zeventig NGO's om zijn ontslag.

## Overzicht van presidenten en hoofdeconomen

### President van de Wereldbank
| Naam                 | Nationaliteit | Termijn                        |
| -------------------- | ------------- | ------------------------------ |
| Eugene Meyer         | Amerikaan     | juni 1946 - december 1946      |
| John McCloy          | Amerikaan     | maart 1947 - juni 1949         |
| Eugene Black         | Amerikaan     | 1949 - 1963                    |
| George Woods         | Amerikaan     | januari 1963 - maart 1968      |
| Robert McNamara      | Amerikaan     | april 1968 - juni 1981         |
| Alden W. Clausen     | Amerikaan     | juli 1981 - juni 1986          |
| Barber Conable       | Amerikaan     | juli 1986 - augustus 1991      |
| Lewis Preston        | Amerikaan     | september 1986 - mei 1995      |
| James Wolfensohn     | Amerikaan     | 1 juli 1995 - 31 mei 2005      |
| Paul Wolfowitz       | Amerikaan     | 1 juni 2005 - 30 juni 2007     |
| Robert Zoellick      | Amerikaan     | 1 juli 2007 - 30 juni 2012     |
| Jim Yong Kim         | Amerikaan     | 1 juli 2012 - 1 februari 2017  |
| Kristalina Georgieva | Bulgaarse     | 1 februari 2017 - 9 april 2019 |
| David Malpass        | Amerikaan     | 9 april 2019 - 1 juni 2023     |
| Ajay Banga           | Amerikaan     | sinds 2 juni 2023              |

### Hoofdeconoom van de Wereldbank
| Naam                   | Nationaliteit | Termijn    |
| ---------------------- | ------------- | ---------- |
| Hollis Chenery         | Amerikaan     | 1972–1982  |
| Anne Krüger            | Amerikaanse   | 1982–1986  |
| Stanley Fischer        | Amerikaan     | 1988–1990  |
| Lawrence Summers       | Amerikaan     | 1991–1993  |
| Michael Bruno          | Israëliër     | 1993–1996  |
| Joseph Eugene Stiglitz | Amerikaan     | 1997–2000  |
| Nicholas Stern         | Brit          | 2000–2003  |
| François Bourguignon   | Fransman      | 2003–2007  |
| Justin Yifu Lin        | Chinees       | 2008–2012  |
| Martin Ravallion       | Australiër    | 2012       |
| Kaushik Basu           | Indiër        | 2012–2016  |
| Paul Romer             | Amerikaan     | 2016–2018  |
| Shanta Devarajan       | Sri Lankaan   | 2018       |
| Penny Goldberg         | Amerikaanse   | 2018–2020  |
| Aart Kraay             | Canadees      | 2020       |
| Carmen Reinhart        | Amerikaanse   | 2020–2022  |
| Aart Kraay             | Canadees      | 2022       |
| Indermit Gill          | Indiër        | sinds 2022 |

## Discussie

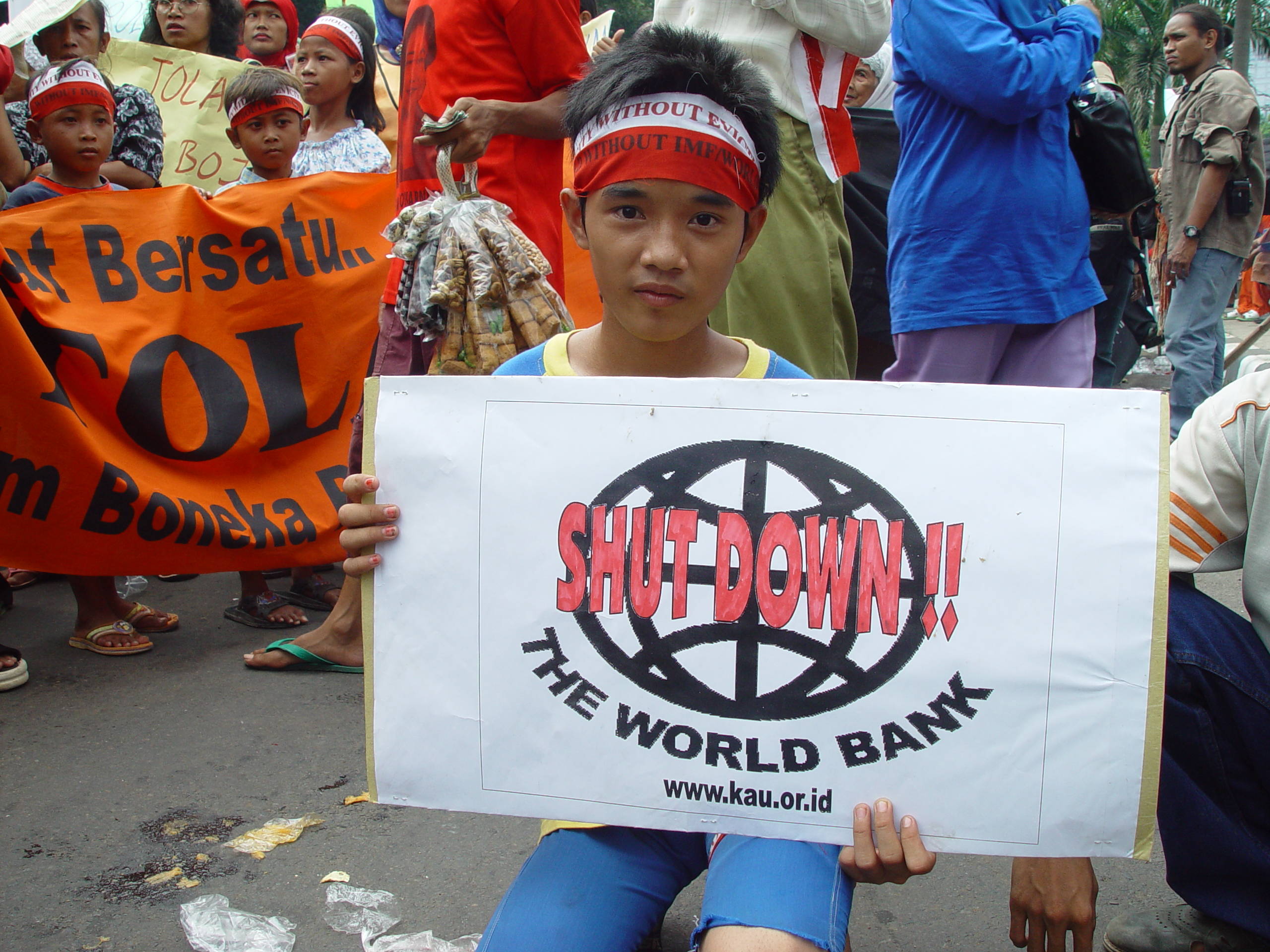
Demonstratie tegen de Wereldbank in Jakarta, Indonesië.

Vanuit de hoek van het andersglobalisme is er veel kritiek op de Wereldbank. Ze zou neoliberalisme stimuleren, niet duurzaam zijn en niets doen tegen schendingen van mensenrechten. Men verzet zich niet tegen het nobele doel van de Wereldbank, maar is het fundamenteel oneens met de invulling die hier door de organisatie aan gegeven wordt. De kritiekpunten zijn divers.
Het zou de Wereldbank ontbreken aan democratisch gehalte. De stemverhouding hangt samen met de hoogte van de afdracht aan de Bank. Dat betekent dat arme landen ondervertegenwoordigd zijn. De machtsverhouding is ongelijk.
Een ander kritiekpunt op de Wereldbank is dat zij vroeger onvoldoende aandacht had voor mensenrechten en milieu. De Bank investeerde bijvoorbeeld geld in grote infrastructuurprojecten als waterkrachtcentrales en oliepijplijnen, die schade kunnen toebrengen aan het milieu en het leefgebied van lokale bewoners.
Kritiek was er voorts op de leningen en giften die de Wereldbank verstrekt. Volgens critici heeft de Wereldbank daar in het verleden onzorgvuldig mee omgesprongen, door leningen te verstrekken aan corrupte en onbetrouwbare regimes. Het wanbeheer van deze regimes heeft bijgedragen aan de schuldencrisis van arme landen.
In september 2021 bleek dat de Wereldbank ten tijde van  het interim-bestuur van Kristalina Georgieva, onder druk de ranking van Volksrepubliek China in het Doing Business 2018 rapport had opgesmukt.